# آگوستین خارا
آگوستین خارا (انگلیسی: Agustin Jara؛ زادهٔ ۱ ژوئن ۱۹۹۲) بازیکن فوتبال اهل آرژانتین است.
از باشگاه‌هایی که در آن بازی کرده‌است می‌توان به اف‌سی دالاس اشاره کرد.